# Henriette Fee Grützner
Henriette Fee Grützner (* 1987 in Berlin) ist eine deutsche Journalistin, Schauspielerin und Hörfunk- und Fernsehmoderatorin. Seit April 2019 moderierte sie die Magazinsendung Einfach genial sowie Hauptsache gesund im MDR.

## Leben
Henriette Fee Grützner wuchs in Berlin auf. Sie studierte Musicalgesang und Schauspiel und trat bundesweit an Theatern auf – unter anderem in Plauen, Zwickau und Dresden. Ihr Volontariat machte sie beim Privatradio. Beim MDR ist sie Reporterin der Fernsehsendung Voss und Team. Henriette Fee Grützner lebt mit ihrer Familie in Leipzig. Sie hat eine Tochter.

## Ausbildung
- Volontariat Radio PSR, 2015–2017
- Folkwang Universität der Künste Essen, 2007 – 2011, Diplom-Bühnendarstellerin

## Filmografie
Henriette Fee Grützner war an folgenden Filmen beteiligt:
- 2021: 25 Jahre Einfach genial TV-Magazin, MDR
- 2017: Vorsicht, Verbraucherfalle! TV-Magazin, ARD
- 2017: Voss & Team, TV-Magazin, MDR
- 2013: Lästerschwein, Kurzspielfilm
- 2011: Automatic Brain, Dokumentarfilm
- 2010: Das Örtliche-Sparbuch, Werbefilm
- 2008: Das Imperium der Viren, Dokumehrteiler
- 2005: DorschTV – Das Kurzfilmmagazin, Moderatorin, TV-Magazin

## Theaterengagements
Ebenfalls war sie an folgenden Theaterstücken beteiligt:
- 2005: Mädchen in Uniform, Rolle Fräulein von Kesten, Regie Sandrine Houtiné, Volkstheater Rostock
- 2009: Antigone, Rolle Antigone, Regie René Kalauch, Mozarteum Salzburg
- 2009: Drei Schwestern, Rolle Olga, Regie Ruth Schulz, Folkwang Hochschule Essen
- 2009: Wie es Euch gefällt, Rollen Audrey / Lollipop-Girl, Regie Brian Michaels, Ruhrfestspiele Recklinghausen
- 2010: Pippi Langstrumpf, Rolle Annika, Regie Achim Lenz, Domfestspiele Bad Gandersheim
- 2010: Sinn, Rolle Natascha, Regie Antú Romero Nunes, Grillo-Theater Essen
- 2011: Wie im Himmel, Rolle Lena, Regie Johannes Klaus, Domfestspiele Bad Gandersheim
- 2011: Augusta, Rolle Claire, Regie Kai Uwe Holsten, Komödie Hamburg
- 2011: Emil und die Detektive, Rollen Der kleine Dienstag / Polizist, Regie Mathias Thieme, Theater Plauen Zwickau
- 2011: Datscha, Rolle Hippie-Mädchen, Regie Thomas Esser, Theater Plauen Zwickau
- 2011: Komödie im Dunkeln, Rolle Carol Melkett, Regie Peter Kube, Theater Plauen Zwickau
- 2012: The Rocky Horror Show, Rollen Magenta / Usherette, Regie Volker Metzler, Theater Plauen-Zwickau
- 2012: Die Tragödie des Macbeth, Rollen Lady Macbeth / dritte Hexe, Regie Roland May, Theater Plauen-Zwickau
- 2012: Das Wirtshaus im Spessart, Rolle Gräfin Franziska, Regie Axel Stöcker, Theater Plauen-Zwickau
- 2012: Kalif Storch, Rollen Prinzessin / Eule, Regie Jan Baake, Theater Plauen-Zwickau
- 2013: Comeback – Musical, Rolle Jenny, Regie Volker Metzler, Theater Plauen-Zwickau
- 2014: Was Ihr wollt, Rolle Narr, Regie Tim Heilmann, Theater Plauen-Zwickau
- 2014: Max und Moritz, Rollen u. a. Witwe Bolte, Regie Constanze Burger, Theater Plauen-Zwickau
- 2014: Yesterday, Rolle Sängerin, Regie Torsten Händler, Theater Plauen-Zwickau
- 2015–2017: Familie Bernd Seifert, Rollen u. a. Sonja, Regie Olaf Becker, Boulevardtheater Dresden
- 2017: Krimi Komplizen, Rolle Kommissarin, Regie Felix Strüven, Elsterartig Leipzig

## Sprechtätigkeiten
- 2020 Die Peter Maffay Radio Show – Staffel 2, Radio Show[3]
- 2018 Radio PSR Samstagsshow, eigene Sendung
- 2017 Schulcafé Pustekuchen, Hörspiel
- 2017 Radio PSR, diverse Sendungen

## Ehrungen
- 2018: Mitteldeutscher Rundfunkpreis, Kategorie: Beste Moderatorin
- 2017: Deutscher Radiopreis; Kategorie: Bester Newcomer, Radio PSR, Recherche-Sendung, Radio PSR deckt auf: Unglaubliche Geschichten aus Sachsen Ensemblepreis & Preis der Studierenden
- 2010: Publikumspreis, Theatertreffen der Schauspielschulen,
- 2009: Excellenzstipendium für herausragende künstlerische Leistung, Ruhrfestspiele Recklinghausen, Folkwang Universität der Künste Essen[4]